# Arama (okręg Jassy)
Arama – wieś w Rumunii, w okręgu Jassy, w gminie Coarnele Caprei. W 2011 roku liczyła 741 mieszkańców.